# Procambarus cuetzalanae
Procambarus cuetzalanae är en kräftdjursart som beskrevs av Hobbs 1982. Procambarus cuetzalanae ingår i släktet Procambarus och familjen Cambaridae. IUCN kategoriserar arten globalt som nära hotad. Inga underarter finns listade i Catalogue of Life.